# WikiScanner
WikiScanner је програм који је креирао Вирџил Грифит, а који је пуштен у рад на Википедији 14. августа 2007. године.
Назив програма енгл. WikScanner је скраћеница од речи Wikipedia (Википедија) и scanner (скенер).
Програм претражује јавну базу података о анонимним променама на Википедији. За сваку анонимну промену се уместо имена аутора бележи са које је IP адресе дошла та промена. Затим, програм упоређује те адресе са званичним подацима о власницима тих IP адреса. Посебно се анализирају IP адресе које су регистроване на разне државне органе, јавне службе и велике корпорације.
Џими Вејлс, оснивач Википедије похвално је говорио о програму, рекавши да се помоћу програма може видети шта се стварно дешава на Википедији.